# 권수 (고려)
권수(權秀, ?~1126년)은 고려의 무신이다.

## 생애
1126년에 그는 지녹연(智祿延), 내시지후(內侍祗候) 김찬(金粲) 등과 함께 당시 권력을 마음대로 휘두르던 이자겸(李資謙)과 척준경(拓俊京)을 제거하려고 했지만 실패하며 오히려 그들에게 살해되었다.